# Zhou Huimin
Zhou Huimin (chinesisch 周惠敏; * 18. März 2005) ist eine chinesische BMX-Freestyle-Fahrerin. Sie ist auf die Variante Park spezialisiert.

## Sportlicher Werdegang
Zhou stammt aus Dongguan in der Provinz Guangdong. Von 2018 bis 2022 zeichnete sie sich hauptsächlich bei Wettbewerben in China aus, bevor sie 2022 im australischen Gold Coast Dritte in der letzten Runde des BMX-Freestyle-Weltcup wurde.
2023 brach sie endgültig in die Weltspitze durch, indem sie zwei Weltcup-Siege in Montpellier und Brüssel erzielte und in der Gesamtwertung Dritte wurde. Bei den Weltmeisterschaften in Glasgow gewann sie die Bronzemedaille als Teil eines sehr starken chinesischen Teams, deren Mitglieder die Plätze 2 bis 6 belegten. Angesichts dieser starken Konkurrenz wurde sie 2024 vom chinesischen Verband nicht für die olympische Qualifikationsserie berücksichtigt.

## Erfolge
2023
 Weltmeisterschaften
zwei Weltcup-Siege (Montpellier, Brüssel)